# Andrew Grove
Pour les articles homonymes, voir Grove.
Dans le nom hongrois Gróf András István, le nom de famille précède le prénom, mais cet article utilise l’ordre habituel en français András István Gróf, où le prénom précède le nom.
Andrew Stephen Grove, dit Andy Grove, né András István Gróf le 2 septembre 1936 à Budapest et mort le 21 mars 2016 à Los Altos (Californie), est un ingénieur et docteur en génie chimique, chef d'entreprise américain d'origine hongroise, ancien chef de la direction de la société Intel en 1968 (premier fabricant mondial de microprocesseur). Il est également professeur de stratégie à l'université Stanford dans la Silicon Valley en Californie.

## Biographie
Il naît le 2 septembre 1936 à Budapest, en Hongrie, dans une famille juive d'origine modeste.
En 1956 il est âgé de 20 ans lors de l'insurrection de Budapest et de l'intervention des chars soviétiques pour réprimer la révolte. Il quitte alors sa famille et fuit son pays pour émigrer vers New York aux États-Unis où il arrive en 1957.  
En 1958, il se marie avec Eva Grove avec qui il a eu deux filles. 
Il étudie à l'Université de la Ville de New York dont il sort ingénieur en génie chimique et major de promotion en 1960. Il poursuit ses études à l'Université de Berkeley en Californie d'où il sort diplômé d'un doctorat en génie chimique en 1963.
Il travaille d'abord chez Fairchild Semiconductor (première société de fabrication de circuits intégrés).
En 1968, à la suite d'un désaccord sur la stratégie de l'entreprise, il quitte Fairchild Semiconductor avec Gordon Moore et Robert Noyce pour participer à l'émergence de la société Intel à Santa Clara dans la Silicon Valley en Californie. Ils parviennent par leur simple notoriété à trouver l'avance de 2,5 millions de dollars nécessaires à la création de l'entreprise. 
L'entrée en Bourse est effectuée en octobre 1971 sur le Nasdaq, à 23,50 dollars par action. Elle a permis de recueillir 6,8 millions de dollars. Les salariés et actionnaires avaient jusque là acheté en moyenne, au cours des trois années précédentes leurs actions six fois moins cher, soit 4,06 dollars. 
Il devient président de cette société en 1979 puis son PDG en 1987. 
Il abandonne son poste de PDG en 1997 et sera président du conseil d'administration jusqu'en 2004. Alors âgé de 68 ans, il prend sa retraite tout en restant administrateur senior du groupe et professeur de stratégie à l'Université Stanford en Californie. 
Il a trouvé Robert Noyce trop « bon garçon », attitude qui l'irritait profondément. Il explique dans sa biographie Seuls les paranoïaques survivent que le moteur psychique qui lui a permis de mener son entreprise au sommet a été, durant 38 ans, la peur intense des concurrents, des consommateurs et des progrès techniques, la peur permanente de se faire dépasser, de ne pas pouvoir s'adapter à l'évolution et de périr, le stress qui l'a forcé à se remettre en cause de façon permanente quitte à être paranoïaque.
Il est choisi comme personnalité de l'année selon Time Magazine en 1997.
Andrew Grove meurt le 21 mars 2016.

## Publications
- (en) A. S. Grove, Physics and Technology of Semiconductor Devices, New York/Chichester/Brisbane etc., Wiley, 1967, 366 p. (ISBN 0-471-32998-3)
- Seuls les paranoïaques survivent, autobiographie (édition 1997 : (ISBN 9782842110222); édition 2001 :  (ISBN 9782842110840));
- Le management multiplicateur, (prix Harvard, L'Expansion 1985).